# Света Неделя (Пловдив)
Вижте пояснителната страница за други значения на Света Неделя.
„Света Неделя“ е православна църква в град Пловдив, носеща името на света великомъченица Неделя (Кириакия).
Намира се в Старинния град, под източната стена на градската крепост, в непосредствена близост до източната градска порта Хисар капия. Църквата е известна като паметник на строителството и изкуствата от време на Българското Възраждане.

## История
Храмът „Света Неделя“ трябва да е възникнал след 1578 г., понеже не е между осемте пловдивски църкви, видени тогава от Стефан Герлах. (Възможно е споменатата от този немски пътешественик църква „Свети Спас“ да се е намирала близо до съвременната „Света Неделя“.)  За първи път църквата е спомената от посетилия Пловдив през 1720 г. йерусалимски патриарх Хрисант. Надпис на мраморната плочка над вратата в днешния притвор разказва, че в началото на XIX век нейната сграда била достигнала „положение, застрашающе срутение". През 1829 г. чорбаджи Вълко Куртович Чалъков (с прозвище „Малкия чорбаджи Вълко“, баща на Георги Вълкович) издействал султански ферман за обновлението на двата съседни храма „Света Неделя“ и „Свети Константин и Елена“. Той дарил също 10 000 гроша.
Старата черква била съборена и докато се построи нов храм, временно бил издигнат параклис, назован отначало „Свети Атанасий“, а впоследствие – „Въведение Богородично“. В този параклис, който до днес стои в северна част на църковния двор, бил пренесен красивият иконостас на старата църква, датиращ от 1766 г.
В кондиката на Пловдивската митрополия е запазено решение на църковните енориаши начело с Иван Коюмджиоглу за издигането на новия храм. То носи дата 27 януари 1832 г. През август 1832 г. завършването на строежа било отбелязано от неизвестен автор с три гръцки стихотворения. Църквата била осветена на 19 септември 1832 г. от митрополит Никифор.
Съградена от брациговски майстори начело с Петко Петков Боз, новата, изцяло каменна постройка била с внушителни за времето си размери: дължина 30 м и ширина 25 м (най-големият храм в града тогава). През 1894 г. към нея бил добавен купол на 16 м над земята, изписан с образ на благославящия Христос. По-късно по проект на архитекта Михаил Ненков (1877 – 1938) била издигната и висока камбанария (вместо старата и ниска звънарница). Тя била завършена през 1905 г., а през 1912 г. на нея бил поставен голям френски часовник. Около 1910 г. първоначалната куличка-звънарница върху южната страна на църковния покрив и едната от водещите към вътрешния балкон стълби били съборени, а притворът бил остъклен.
В 1892 г. храмът преминал от ведомството на Цариградската патриаршия под това на Българската екзархия. През 1911 г. към него било основано енорийско православно християнско братство, носещо името на Света Неделя и имащо за основна цел просвещаването на енориашите и подпомагане на бедни и нещастни християни. Пак през 1911 г. в църковния двор е издигната чешма. През 1927 г. държавата обявява храма и параклиса към него за старини.
Храм „Света Неделя“ силно пострадал от голямото земетресение в Южна България (1928) и се наложило да бъде основно ремонтиран (1930). Тогава повредените стенописи били реставрирани, а свободните полета – запълнени с нови изображения, дело на художниците Мильо Балтов и П. И. Джамджиев.
Храмовият празник е 7 юли, когато се почита паметта на света великомъченица Неделя. Параклисът чества 21 ноември: Въведението на Пресвета Богородица в храма и Ден на християнското семейство и православната християнска младеж.

## Архитектура и украса
Църквата е трикорабна псевдобазилика с триапсидна олтарна част. Апсидите са иззидани от бигор. Най-голяма е средната, на която е изписана годината на построяване на храма (1832). Трите кораба са разделени с два реда дървени колони. Колоните завършват с орнаментирани капители и се свързват помежду си посредством арки с кобилична форма.
Средният кораб от наоса е със сводест таван и по-голям от страничните, които имат плоски дървени тавани, покрити с дърворезба. В западната част на храма се намира притворът, който е покрит и остъклен. Над вратата му отвътре е изписана в цял ръст света Неделя, на фона на пожълтяла нива с узрели и набъбнали класове. Над притвора се намира т. нар. емпория или балкон (предназначен за женско отделение, тъй като през ХІХ в. жените в храма се молели отделно от мъжете, за да не ги смущават). Днес този балкон служи за място на църковните хористи.
Запазените до днес стенописи в храма датират от 1871 г. и се намират в Светия олтар, на източната стена, във вид на медальони между арките на колоните. В западната част на храма, под балкона, са изписани свети Георги (1894) и свети Димитър (1896) като воини, възседнали коне.
Иконостасът, владишкият трон и амвонът на храма датират вероятно от 1832 – 1833 г. Васил Захариев приписва изработването им на Макрий Негриев, Александър Пижев – на него и братята му Гюрчин и Траян, Димитър Кьорнаков и Маргарита Коева – на неизвестни майстори от Дебърската художествена школа, друг автор – на Яне Спиров, работил през 1861 г. в хасковската църква „Св. Архангели“. Издигнатият върху мраморна основа иконостас има осемнадесет части от масивно орехово дърво и красива дърворезба, в която преобладават цветя, листа, плодове, птици и животни. Изящно са изработени също проскинитарият и двата инкрустирани със седеф аналоя (поставки за църковни книги).
Релефната украса на капителите е от скулптирана гипсова мазилка, наричана по онова време „кюлюм“. Тя е дело на известните дебърски майстори Макрий, Гюрчин и Траян Негриеви.
Повечето икони в храма са рисувани от Захарий Зограф, от Димитър Христов Зограф и от сина му Зафир, по-известен с името Станислав Доспевски. Те изобразяват Света Богородица, Господ Иисус Христос, света Неделя, свети Йоан Кръстител, свети Георги Победоносец, повторно Иисус Христос и Света Богородица (пак на иконостаса, но пред южния Свети престол), свети Атанасий, свети Спиридон (1833), свети Йоан Богослов (1853), свети Харалампий и др.
Дворът на църквата „Света Неделя“ наподобява тераса на няколко нива, заема обширна площ и има просторна градина. Ограден е с каменен зид. В близост до голямата дворна порта от тежко дъбово дърво се намира и църковната къща. Тя вероятно датира от времето на строежа на църквата. Прилича на старопланинските къщи: с дървена колонада и красив чардак, а в приземието – с отворен, настлан с плочи пруст. В нея навремето са живели свещениците и клисарите, а някои от помещенията ѝ били използвани за училище. Там през 1846 г. учил и Йоаким Груев.
На църквата „Св. Неделя“ вероятно е принадлежал един пазен сега във Византийския и християнски музей, Атина, емайлиран сребърен потир с гръцки надпис от 1710 г.
- Енорийската къща
- Интериор
- Владишкият трон с икона от Захарий Зограф
- Владишки трон и аналой
- Камбанарията при изграждането ѝ (1905)
- Камбанарията